# Рикоти
Перевал Рикоти (груз. რიკოთის უღელტეხილი) — горный перевал в южной части хребта Лихи, отрога Большого Кавказа, разделяющего Грузию на западную и восточную части.
Шоссе Тбилиси — Кутаиси, соединяющее два крупных города Грузии (часть Европейского маршрута E60), проходит через перевал, в котором имеются два тоннеля.

## Тоннели
В 1982 году через перевал был построен автомобильный тоннель длиной 1722 м.
В 2010 году началась реконструкция тоннеля Рикоти, работы были завершены в ноябре 2011 года.
В конце 2010-х годов начались более масштабные работы. В этот период в Грузии строить скоростные автобаны, в том числе участка дороги длиной 51,6 километра, включающей 97 мостов и 51 тоннеля. В рамках проекта через перевал начал возводиться дополнительный тоннель параллельно существующему. К ноябрю 2023 года были завершены работы про прорытию тоннеля длиной 1,8 км. После открытия нового тоннеля в планах перекрыть старый для ремонтных работ.
В 2024 году новый тоннель был введён в эксплуатацию, на момент открытия стал самым длинным в стране.